# Cay-Lorenz Baron von Brockdorff
Cay-Lorenz Baron von Brockdorff (Berlim, 25 de agosto de 1923 — Coburgo, 11 de setembro de 1997) foi um oficial alemão que serviu durante a Segunda Guerra Mundial. Foi condecorado com a Cruz de Cavaleiro da Cruz de Ferro.

## Condecorações
- Cruz de Ferro (1939)
  - 2ª classe (18 de julho de 1942)
  - 1ª classe (20 de fevereiro de 1943)
- Distintivo Panzer em Prata (11 de setembro de 1941)
  - 2º nível de 25 missões (15 de outubro de 1943)
- Distintivo de Ferido (1939)
  - em Preto (28 de agosto de 1942)
  - em Prata (18 de março de 1943)
  - em Ouro (31 de julho de 1943)
- Cruz de Cavaleiro da Cruz de Ferro (14 de abril de 1945) como Oberleutnant e ajudante de regimento no Stab/Panzer-Regiment 15